# Panasonic Lumix DMC-TZ10
De Panasonic Lumix DMC-TZ10 is een compacte 'Travel Zoom' camera met een 12x zoomobjectief en gps-ontvanger. De camera kan aangesloten worden op een USB-poort en weegt 218 gram. Het type DMC-TZ10 kwam in de Nederland in de handel in januari 2010.
In de Verenigde Staten is dit type op de markt gebracht als DMC-ZS7.

## Eigenschappen
- 12,1 megapixel resolutie;
- f/2,8 Leica zoomobjectief met 12× optische zoom;
- brandpuntsafstand 25 – 300 mm kleinbeeldequivalent;
- POWER O.I.S. (optische beeldstabilisator) in het objectief voor compensatie bij handbewegingen;
- Intelligente ISO Controle;
- 4× digitale zoom;
- Verschillende instellingsmogelijkheden, waaronder handmatige instellingen;
- AVCHD-filmmogelijkheid (1280×720 / 30fps);
- compactcamera model.

De camera heeft een 3,0" kleuren-lcd-scherm. De camera is verkrijgbaar in de kleuren rood, zilver, blauw, zwart en bruin.